# Казе Скатаљија (Терамо)
Казе Скатаљија (итал. Case Scataglia) је насеље у Италији у округу Терамо, региону Абруцо.
Према процени из 2011. у насељу је живело 41 становника. Насеље се налази на надморској висини од 48 м.